# Penja-robes

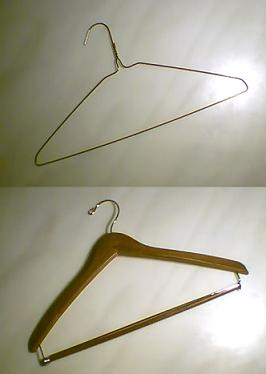
Penja-robes

El penja-robes o penjador és un estri en forma d'espatlles que ens facilita el penjar la roba, sobretot les camises, jaquetes, pantalons, bruses i vestits prevenint la formació d'arrugues i ordenar-la eficientment dins un armari rober. També s'anomena penja-robes als estris que permeten emmagatzemar o disposar ordenadament els penjadors, com per exemple la barra superior d'un armari rober. Ocasionalment porten pinces per penjar faldilles. Quan consisteixen en un suport amb forma de ganxo, també s'anomenen palometes.
Hi ha tres tipus bàsics de penja-robes: metàl·lics, de fusta i de plàstic. Els metàl·lics o de filferro consisteixen en un simple llaç triangular cargolat pel vèrtex superior en forma de ganxo. En canvi, els de fusta tenen diferents formes i mides per ajustar-se al màxim al tipus de roba que pretenen donar servei. El penjadors de plàstic també s'ajusten a top tipus de roba i en ser menys cars poden cobrir més fàcilment totes les necessitats del sector tèxtil.

## Tipus de penjadors
Segons la peça per a la que estan dissenyades es poden distingir en:
- De jaqueta o americana: són de perfil gruixut i contorn bombat per ajustar-se a la forma de les espatlles de la jaqueta.
- De pantalons: duen una mena de mordassa que tanca sobre els camals dels pantalons. L'objectiu és d'evitar l'antiestètica marca que es forma en doblegar els pantalons pel mig.
  - En lloc de mordasses, alguns penjadors porten simplement la barra inferior folrada d'escuma de poliuretà para reduir la marca i també evitar el lliscament.
  - De forma independent, altres penjadors porten una banda elàstica addicional que creua sobre la barra inferior impedint eficaçment que els pantalons llisquin i caiguin a terra.
- Hi ha penja-robes folrats amb materials fins, com setí o vellut, per a la roba cara, la roba interior i els vestits de luxe, per tal de protegir la roba del mateix penjador.
- De faldilles: duen dues pinces laterals per penjar faldilles, pantalons curts i peces similars.
- De ganxos múltiples: típicament per a penjar-hi complements com ara cinturons, corbates, etc.